# ザダル (競走馬)
ザダル（欧字名:Zadar、2016年2月12日 - ）は、日本の競走馬。主な勝ち鞍に2021年のエプソムカップ、2022年の京都金杯。
馬名の意味は、クロアチア西部の都市「ザダル」から。

## 戦績

### デビュー前
2016年2月12日、新冠町の新冠橋本牧場で誕生。その後、一口馬主法人キャロットファームから総額1,600万円（一口4万円×400口）で募集された。

### 2歳（2018年） - 3歳（2019年）
美浦の大竹正博厩舎に入厩し、関東馬ながら12月16日、阪神の新馬戦でデビューを予定していたが、輸送中に馬運車内で立ち上がり、馬栓棒に脚を引っ掛けたため大事を取って回避。初戦は年明けに持ち込まれた。
2019年1月12日、中山芝1600mの新馬戦でデビュー、7番人気と伏兵扱いだったがスタートで先手を取るとそのままクビ差逃げ切り初戦で初勝利を挙げる。続く3歳500万下は400ｍ距離を延長、レースは中団に控え直線上り最速の脚で抜け出し2連勝を飾る。2か月後、日本ダービートライアルのプリンシパルステークスに出走、好位から直線で間を割って脚を伸ばし、先に抜け出していたエングレーバーをクビ差捕らえて優勝。3連勝で日本ダービーの優先出走権を獲得した。しかし、脚に疲れが出たためダービーは回避することとなった。夏は休養に充て、秋初戦となったセントライト記念は中団から伸びたが3着に敗れ、４戦目で初めての黒星となる。次走は初GIの菊花賞に出走したが13着と惨敗に終わった。

### 4歳（2020年）
4歳初戦、中山金杯は8着に敗れ2戦連続掲示板を外す。4か月半ぶりとなったメイステークスは後方から追い込むが勝ち馬から0.1秒差の3着に敗れた。次走、関越ステークスは1番人気と推され、5番手から抜け出すと後続に3馬身差をつけ快勝。プリンシパルステークス以来となる勝利を飾った。2か月後、毎日王冠は5着に敗れた。その後は休養に入った。

### 5歳（2021年）
休養中に不安があった球節の手術を行い、一部を取り除いた。前走から8か月後、6月のエプソムカップで復帰する。レースは道中中団で脚をためると直線で各馬を差し切り、内から脚を伸ばしてきたサトノフラッグにクビ差をつけ優勝。重賞初制覇を飾った。また、父トーセンラーにとっても、産駒のJRA重賞初勝利となった。3か月ぶりとなった新潟記念は1番人気となったが外が伸びる馬場で内枠が仇となり、13着と惨敗を喫した。10月の富士ステークスでは、直線空いた内から追い込むも7着に敗れた。

### 6歳（2022年）
1月の京都金杯で約2ヶ月半振りの復帰戦を迎えた。7番人気の支持となったが直線で伸び脚を見せ、ダイワキャグニーを交わして先頭に立つとカイザーミノルらの追撃を凌ぎ勝利。重賞2勝目となった。またこの時の鞍上であった松山弘平騎手は、2020年の京都金杯・2021年の中山金杯を制覇しており、東西金杯3連覇を達成している。
だが、その後は、連覇のかかったエプソムカップを含む重賞を3戦するも、すべて着外となる。秋初戦として富士ステークスを目標に調教されていたが、右前脚の違和感により回避。その後ノーザンファーム空港で受けたエコー検査で右前種子骨靭帯炎が発覚し、引退が決定。11月23日付で競走馬登録を抹消した。その後、引退競走馬支援事業を展開するTCC Japanの一口支援馬となることが発表され、岩手県八幡平市のジオファーム八幡平へ移動した。

## 競走成績
以下の内容は、JBISサーチおよびnetkeiba.comに基づく。
| 競走日     | 競馬場 | 競走名           | 格   | 距離（馬場）  | 頭 数 | 枠 番 | 馬 番 | オッズ （人気） | 着順 | タイム （上り3F） | 着差 | 騎手          | 斤量 [kg] | 1着馬（2着馬）         | 馬体重 [kg] |
| ---------- | ------ | ---------------- | ---- | ------------- | ----- | ----- | ----- | --------------- | ---- | ----------------- | ---- | ------------- | --------- | ---------------------- | ----------- |
| 2018.12.16 | 阪神   | 2歳新馬          |      | 芝2000m（良） | 10    | 5     | 5     |                 | 取消 |                   |      | 0W.ビュイック | 55        | キングリスティア       | 計不        |
| 2019.01.12 | 中山   | 3歳新馬          |      | 芝1600m（良） | 16    | 2     | 4     | 030.50（7人）   | 01着 | R1:37.4（34.8）   | -0.0 | 0石橋脩       | 56        | （パロネラ）           | 486         |
| 0000.03.10 | 中山   | 3歳500万下       |      | 芝2000m（良） | 10    | 8     | 10    | 009.00（5人）   | 01着 | R2:01.2（34.8）   | -0.0 | 0田辺裕信     | 56        | （レターオンザサンド） | 484         |
| 0000.05.12 | 東京   | プリンシパルS    | L    | 芝2000m（良） | 14    | 3     | 4     | 007.90（5人）   | 01着 | R1:58.3（33.7）   | -0.0 | 0石橋脩       | 56        | （エングレーバー）     | 482         |
| 0000.09.16 | 中山   | セントライト記念 | GII  | 芝2200m（重） | 18    | 1     | 1     | 006.80（3人）   | 03着 | R2:11.9（35.8）   | -0.4 | 0石橋脩       | 56        | リオンリオン           | 492         |
| 0000.10.20 | 京都   | 菊花賞           | GI   | 芝3000m（良） | 18    | 1     | 1     | 014.90（6人）   | 13着 | R3:08.0（37.5）   | -2.0 | 0石橋脩       | 57        | ワールドプレミア       | 480         |
| 2020.01.05 | 中山   | 中山金杯         | GIII | 芝2000m（良） | 17    | 8     | 17    | 005.70（3人）   | 08着 | R2:00.0（35.6）   | -0.5 | 0O.マーフィー | 55        | トリオンフ             | 488         |
| 0000.05.23 | 東京   | メイS            | OP   | 芝1800m（良） | 13    | 5     | 6     | 005.10（2人）   | 03着 | R1:44.4（33.2）   | -0.1 | 0C.ルメール   | 56        | アイスストーム         | 490         |
| 0000.08.02 | 新潟   | 関越S            | OP   | 芝1800m（良） | 14    | 7     | 12    | 002.60（1人）   | 01着 | R1:45.3（32.8）   | -0.5 | 0川田将雅     | 56        | （ウインガナドル）     | 494         |
| 0000.10.11 | 東京   | 毎日王冠         | GII  | 芝1800m（稍） | 11    | 4     | 4     | 008.50（3人）   | 05着 | R1:46.2（34.5）   | -0.7 | 0田辺裕信     | 56        | サリオス               | 492         |
| 2021.06.13 | 東京   | エプソムC        | GIII | 芝1800m（良） | 18    | 7     | 15    | 006.80（3人）   | 01着 | R1:45.1（34.4）   | -0.1 | 0石橋脩       | 56        | （サトノフラッグ）     | 504         |
| 0000.09.05 | 新潟   | 新潟記念         | GIII | 芝2000m（良） | 17    | 1     | 2     | 004.10（1人）   | 13着 | R1:59.4（35.1）   | -1.0 | 0石橋脩       | 57.5      | マイネルファンロン     | 504         |
| 0000.10.23 | 東京   | 富士S            | GII  | 芝1600m（良） | 17    | 1     | 2     | 014.70（8人）   | 07着 | R1:33.8（34.3）   | -0.6 | 0石橋脩       | 56        | ソングライン           | 500         |
| 2022.01.05 | 中京   | 京都金杯         | GIII | 芝1600m（良） | 16    | 4     | 7     | 013.90（7人）   | 01着 | R1:32.9（34.2）   | -0.1 | 0松山弘平     | 57.5      | （ダイワキャグニー）   | 502         |
| 0000.04.02 | 中山   | ダービー卿CT     | GIII | 芝1600m（良） | 16    | 4     | 7     | 007.50（4人）   | 10着 | R1:33.0（34.8）   | -0.7 | 0田辺裕信     | 58        | タイムトゥヘヴン       | 504         |
| 0000.06.12 | 東京   | エプソムC        | GIII | 芝1800m（重） | 12    | 8     | 12    | 006.70（3人）   | 06着 | R1:46.9（34.2）   | -0.2 | 0D.レーン     | 58        | ノースブリッジ         | 504         |
| 0000.08.14 | 新潟   | 関屋記念         | GIII | 芝1600m（稍） | 14    | 3     | 4     | 028.60（9人）   | 08着 | R1:34.0（33.1）   | -0.7 | 0戸崎圭太     | 58        | ウインカーネリアン     | 496         |

## 血統表
| ザダルの血統                | ザダルの血統                                                | ザダルの血統                                                | （血統表の出典）                                            | （血統表の出典） |
| 父系                        | ヘイロー系                                                  | ヘイロー系                                                  | ヘイロー系                                                  | [ § 2 ]          |
| 父 トーセンラー 2008 黒鹿毛 | 父の父ディープインパクト 2002 鹿毛                          | *サンデーサイレンス                                         | Halo                                                        | Halo             |
| 父 トーセンラー 2008 黒鹿毛 | 父の父ディープインパクト 2002 鹿毛                          | *サンデーサイレンス                                         | Wishing Well                                                |                  |
| 父 トーセンラー 2008 黒鹿毛 | 父の父ディープインパクト 2002 鹿毛                          | *ウインドインハーヘア                                       | Alzao                                                       | Alzao            |
| 父 トーセンラー 2008 黒鹿毛 | 父の父ディープインパクト 2002 鹿毛                          | *ウインドインハーヘア                                       | Burghclere                                                  |                  |
| 父 トーセンラー 2008 黒鹿毛 | 父の母*プリンセスオリビア Princess Olivia 1995 栗毛         | Lycius                                                      | Mr. Prospector                                              | Mr. Prospector   |
| 父 トーセンラー 2008 黒鹿毛 | 父の母*プリンセスオリビア Princess Olivia 1995 栗毛         | Lycius                                                      | Lypatia                                                     |                  |
| 父 トーセンラー 2008 黒鹿毛 | 父の母*プリンセスオリビア Princess Olivia 1995 栗毛         | Dance Image                                                 | Sadler's Wells                                              | Sadler's Wells   |
| 父 トーセンラー 2008 黒鹿毛 | 父の母*プリンセスオリビア Princess Olivia 1995 栗毛         | Dance Image                                                 | Diamond Spring                                              |                  |
| 母 *シーザシー 2008 鹿毛    | 母の父Lemon Drop Kid 1996 鹿毛                              | Kingmambo                                                   | Mr. Prospector                                              | Mr. Prospector   |
| 母 *シーザシー 2008 鹿毛    | 母の父Lemon Drop Kid 1996 鹿毛                              | Kingmambo                                                   | Miesque                                                     |                  |
| 母 *シーザシー 2008 鹿毛    | 母の父Lemon Drop Kid 1996 鹿毛                              | Charming Lassie                                             | Seattle Slew                                                | Seattle Slew     |
| 母 *シーザシー 2008 鹿毛    | 母の父Lemon Drop Kid 1996 鹿毛                              | Charming Lassie                                             | Lassie Dear                                                 |                  |
| 母 *シーザシー 2008 鹿毛    | 母の母Magic Broad 1996 鹿毛                                 | Broad Brush                                                 | Ack Ack                                                     | Ack Ack          |
| 母 *シーザシー 2008 鹿毛    | 母の母Magic Broad 1996 鹿毛                                 | Broad Brush                                                 | Hay Patcher                                                 |                  |
| 母 *シーザシー 2008 鹿毛    | 母の母Magic Broad 1996 鹿毛                                 | Illeria                                                     | Stop the Music                                              | Stop the Music   |
| 母 *シーザシー 2008 鹿毛    | 母の母Magic Broad 1996 鹿毛                                 | Illeria                                                     | Baldski's Holiday                                           |                  |
| 母系(F-No.)                 | (FN:F19)                                                    | (FN:F19)                                                    | (FN:F19)                                                    | [ § 3 ]          |
| 5代内の近親交配             | ミスタープロスペクター 4×4、Hail to Reason 5×5、Lyphard 5×5 | ミスタープロスペクター 4×4、Hail to Reason 5×5、Lyphard 5×5 | ミスタープロスペクター 4×4、Hail to Reason 5×5、Lyphard 5×5 | [ § 4 ]          |
| 出典                        | 1. 2. 3. 4.                                                 | 1. 2. 3. 4.                                                 | 1. 2. 3. 4.                                                 | 1. 2. 3. 4.      |